# Tequexquináhuac
Tequexquináhuac är en ort i Mexiko, tillhörande kommunen Texcoco i delstaten Mexiko. Tequexquináhuac ligger i den centrala delen av landet och tillhör Mexico Citys storstadsområde. Orten hade 5 279 invånare vid folkräkningen 2010.